# 学园构想家
《学园构想家》是2023年建造與經營模擬遊戲，由中国大陆工作室帕斯亚科技开发，首发面向Windows平台。2024年，游戏登陆PlayStation 4、PlayStation 5、Xbox One、任天堂Switch、Xbox Series游戏机。
该作由制作人蓝卡于2020年下半年立项，原名《学园计划》，2021年改为现名。IGN中国编辑Kamui Ye为游戏打出8/10分，称赞风格幽默，将校园生活元素融入到游戏中，能引起玩家共鸣。游民星空编辑细拉为任天堂Switch版打出7.8/10分，认为手柄操控不方便。